# Stefan Liv
Stefan Daniel Patryk Liv (ur. 21 grudnia 1980 w Gdyni jako Patryk Śliż, zm. 7 września 2011 w Jarosławiu) – szwedzki hokeista polskiego pochodzenia, występujący na pozycji bramkarza, reprezentant Szwecji. Dwukrotny olimpijczyk.

## Życie prywatne
Urodził się jako Polak w Gdyni, jednak został oddany do domu dziecka przez pozostawioną bez środków do życia 16-letnią matkę. W wieku 1,5 roku został adoptowany przez szwedzkie małżeństwo, Jensa i Anitę Liv. Zamieszkał z nimi w Norrahammar koło Jönköping. Swoje pierwotne imię zachował jako formalne drugie, zaś nazwisko zmieniono na Liv.
Jak przyznał w przeszłości, czuł się w połowie Polakiem i zawsze chciał kiedyś poznać swoją biologiczną matkę. Podczas gry w USA po tym, jak udzielił wywiadu polskiej gazecie, skontaktowała się z nim jego biologiczna matka, z którą utrzymywał kontakt, a następnie osobiście spotkał się z nią latem 2007 roku.
9 lipca 2011 zawarł związek małżeński z Anną po ośmiu latach wspólnej znajomości. Mieli synów Hermana i Harry’ego (w wieku pięciu i trzech lat). Zginął 7 września 2011 w katastrofie samolotu pasażerskiego Jak-42D w pobliżu Jarosławia. Wraz z drużyną leciał do Mińska na inauguracyjny mecz ligi KHL w sezonie 2011/2012 z Dynama Mińsk. W dniu wylotu podpisał umowę na większe mieszkanie w Jarosławiu, do którego za tydzień miała przyjechać jego rodzina.
Został pochowany 2 października 2011 przy kościele św. Zofii w Jönköping.

## Kariera hokejowa

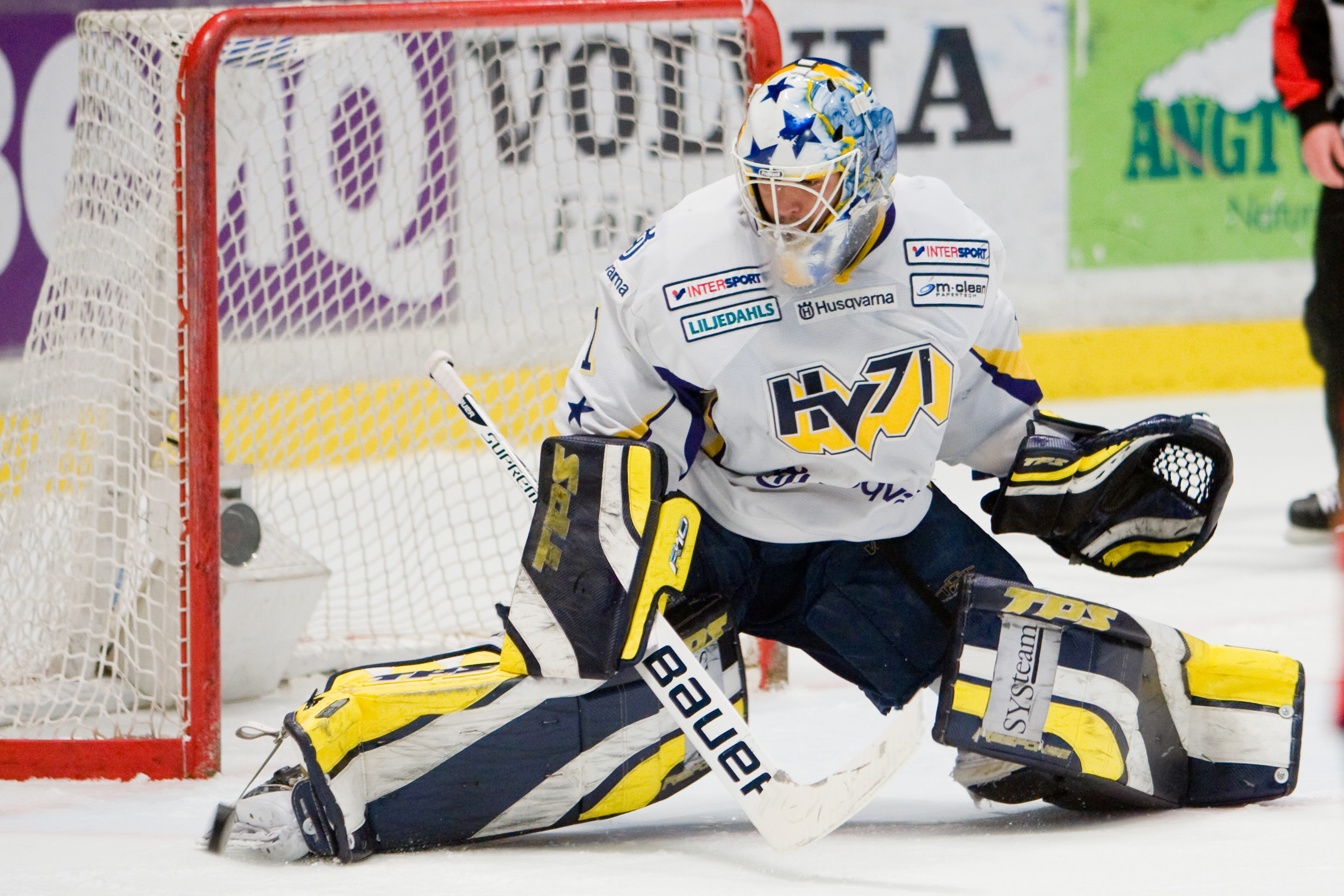
Stefan Liv podczas meczu HV71 (2010)

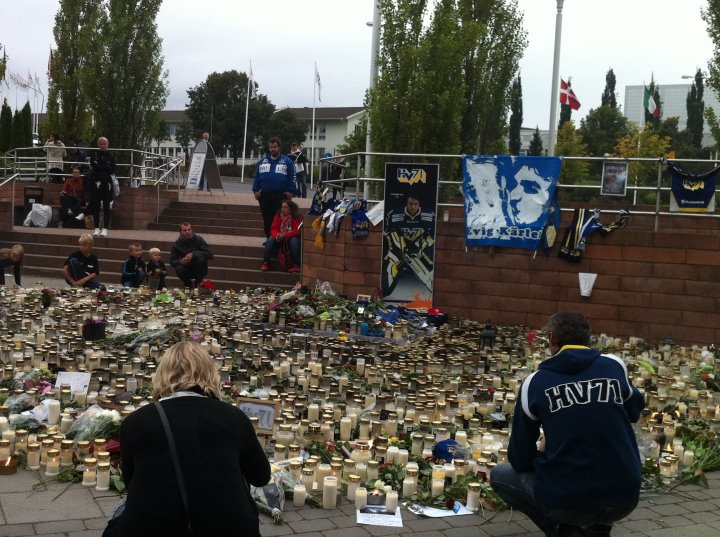
Kibice HV71 ze zniczami przed Kinnarps Arena po śmierci Liva

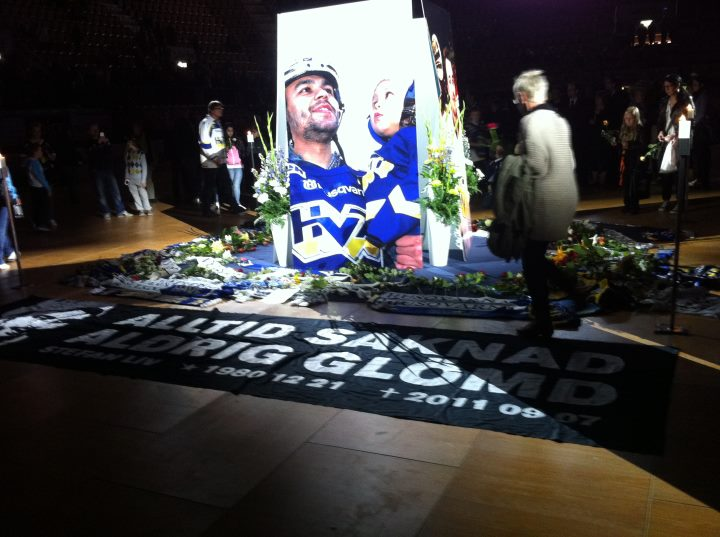
Podobizna Liva w Kinnarps Arena

- HC Dalen U18 (1994–1995)
- HV71 U18 (1995–1997)
- HV71 U20 (1997–1999)
  -  Tranås AIF (2000)
- HV71 (2000–2006)
- Grand Rapids Griffins (2006–2007)
- Toledo Storm (2007)
- HV71 (2007–2010)
- Sibir Nowosybirsk (2010–2011)
- Łokomotiw Jarosław (2011)

Rozpoczął treningi hokejowe w wieku siedmiu lat od razu na pozycji bramkarza, ponieważ tylko taki strój był wolny w klubie HC Dalen w Jönköping. Karierę rozpoczął w wieku 15 lat. Wówczas został zawodnikiem klubu HV71, w którym początkowo występował w drużynach juniorskich, zaś od 2000 do 2010 był graczem drużyny seniorskiej w rozgrywkach Elitserien. W międzyczasie jeden sezon 2006/2007 spędził w Stanach Zjednoczonych, jako że w drafcie NHL z 2000 został wybrany przez Detroit Red Wings. W 2006 podpisał kontrakt z klubem Detroit Red Wings z ligi NHL, jednak nie zagrał w nim i występował w dwóch zespołach farmerskich w ligach AHL i ECHL, po czym w 2007 powrócił do Szwecji i grał ponownie w HV71.
Po wielu latach występów w lidze szwedzkiej, w maju 2010 podpisał roczny kontrakt z rosyjskim klubem Sibir Nowosybirsk w rozgrywkach KHL. Po udanym sezonie 2010/2011, w maju 2011 podpisał dwuletni kontrakt z innym klubem ligi Łokomotiwem Jarosław, który celował w wyższe osiągnięcia ligowe. W drużynie zdołał wystąpić jedynie w meczach sparingowych w ramach przygotowań do sezonu.
Agentem Liva i zarazem bliskim przyjacielem był Joakim Persson.
W 2000 mając 20 lat zadebiutował w reprezentacji Szwecji. Był wielokrotnym reprezentantem kraju. Uczestniczył w turniejach mistrzostw świata w 2002, 2004, 2005, 2006, 2008, 2009 oraz zimowych igrzysk olimpijskich 2006, 2010.

## Sukcesy i nagrody
Reprezentacyjne
- Brązowy medal mistrzostw świata: 2002, 2009
- Srebrny medal mistrzostw świata: 2004
- Złoty medal igrzysk olimpijskich: 2006
- Złoty medal mistrzostw świata: 2006

Klubowe
- Złoty medal mistrzostw Szwecji: 2004, 2008, 2010 z HV71
- Srebrny medal mistrzostw Szwecji: 2009 z HV71

Indywidualne
- Elitserien 2001/2001: Trofeum Honkena – nagroda dla najlepszego bramkarza sezonu[11]
- Elitserien 2007/2008: skład gwiazd sezonu oraz Guldpucken (Złoty Krążek) – nagroda dla najlepszego zawodnika sezonu
- KHL (2010/2011): Mecz Gwiazd KHL

## Upamiętnienie
Po śmierci Liva jego były klub HV71 Jönköping zastrzegł na zawsze numer 1, z jakim występował na koszulce bramkarz, a jego oryginalny strój wywieszony został w hali sportowej Kinnarps Arena w Jönköping. Ponadto w sezonie Elitserien (2011/2012) drużyna HV71 występowała w koszulkach, na których nad herbem klubu była naszyta mała „jedynka”, a pod nią lata urodzin i śmierci Liva „1980-2011”.
W 2011 pośmiertnie został wyróżniony tytułem Årets smålänning 2011.
W 2013 na jego cześć przemianowano nagrodę dla najbardziej wartościowego zawodnika w fazie play-off rozgrywek Elitserien na Stefan Liv Memorial Trophy. Przyznaje ją Centralna Organizacja Szwedzkich Hokeistów (CISO).
2 sierpnia 2013 jedna z ulic w Jönköping nazwano jego imieniem i nazwiskiem (szw. Stefan Livs gata).
W październiku 2013 jego przyjaciel, także hokeista, Jonathan Ericsson, celem jego upamiętnienia nadał swojej nowo narodzonej córce imię Liv.